# Amplexus

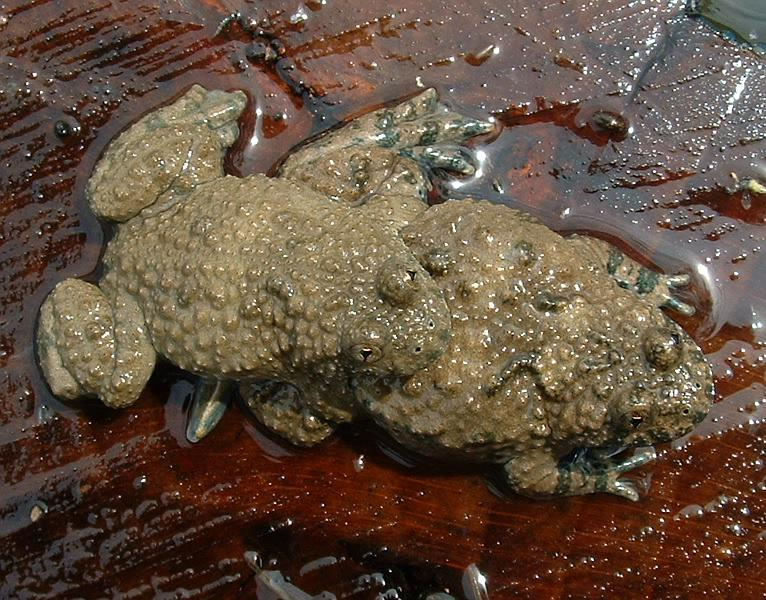
Amplexus lumbalis bei Gelbbauchunken (Bombina variegata)

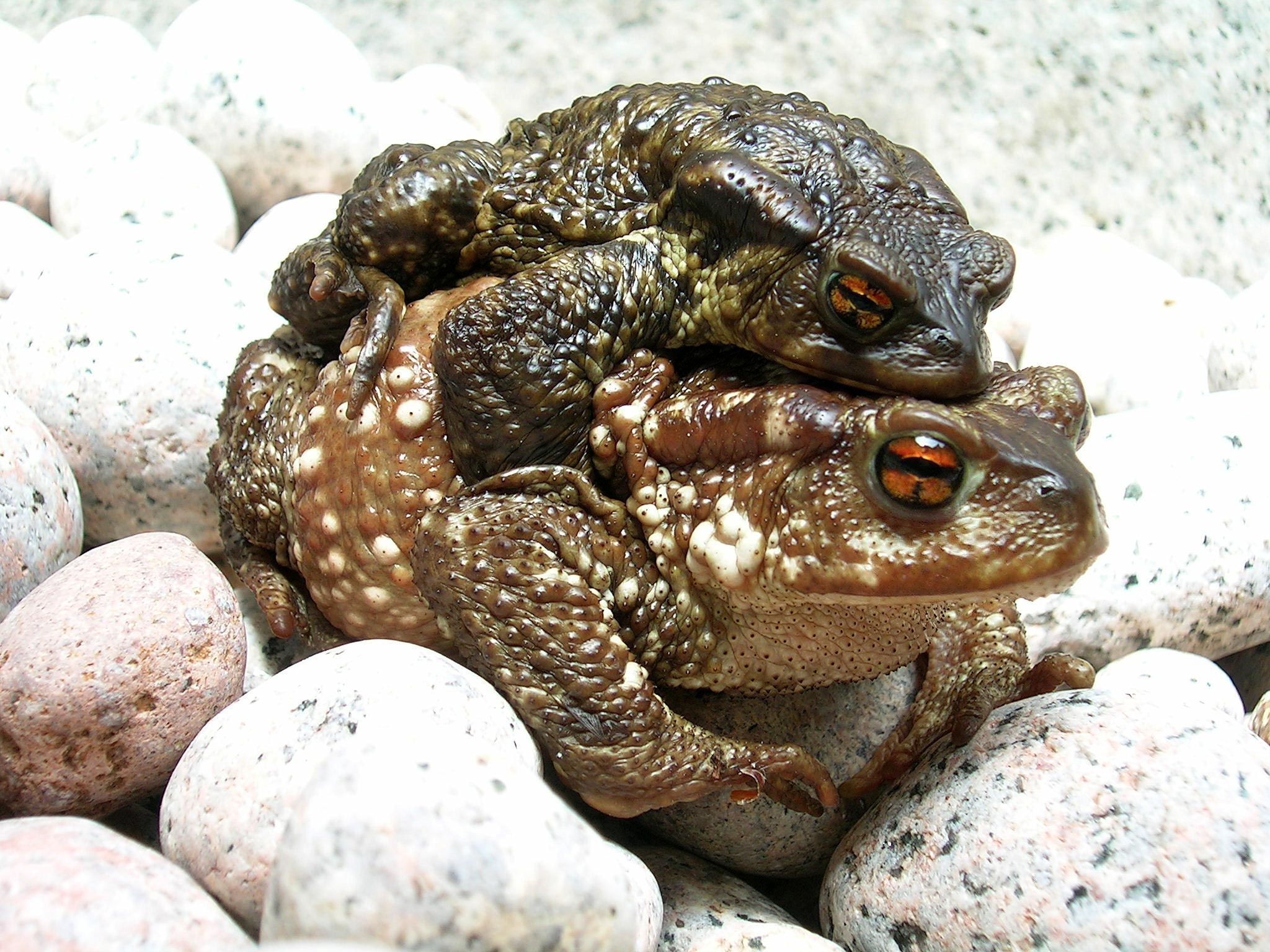
Amplexus axillaris bei Bufo spinosus, der Mittelmeer-Erdkröte

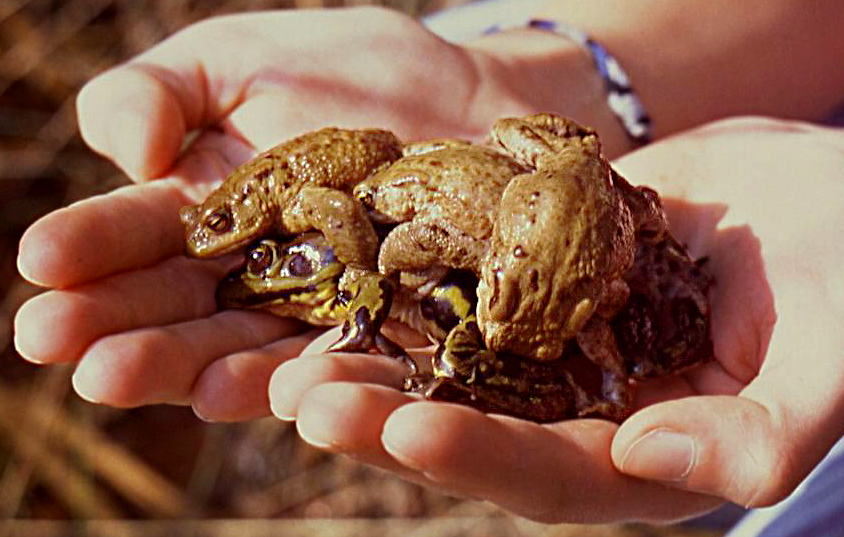
Fehlpaarungs-Knäuel aus drei Erdkröten-Männchen und einem Teichfrosch

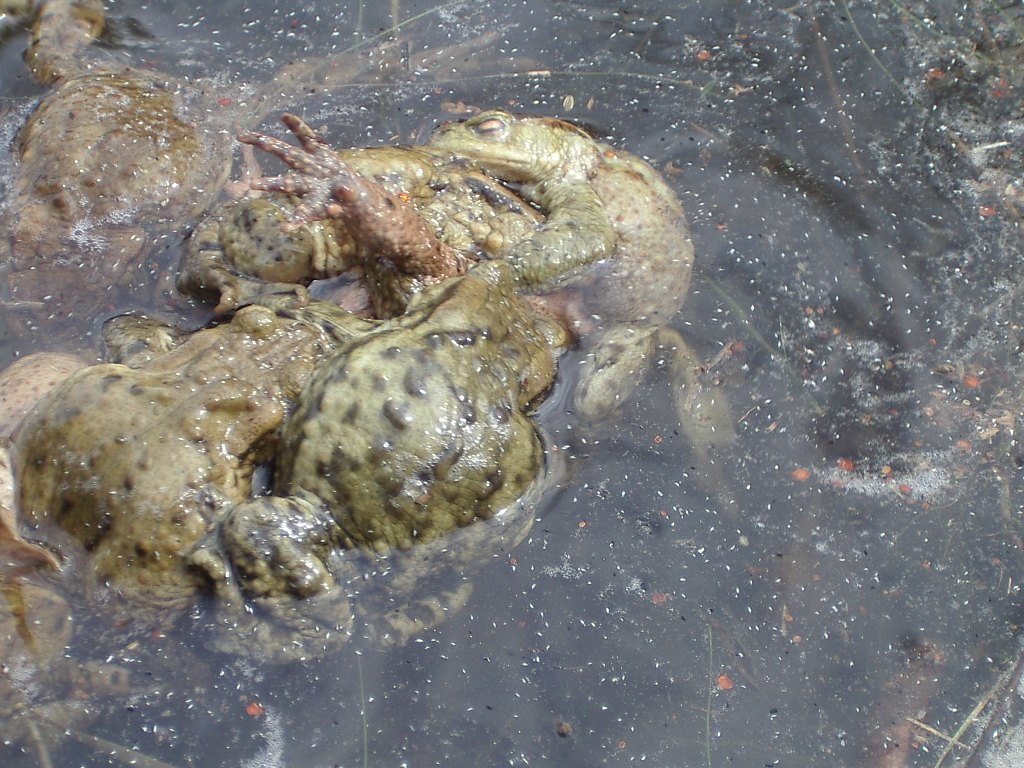
Knäuel aus mehreren klammernden Erdkröten-Männchen und einem Weibchen

Als Amplexus (lat. ‚Umfassen, Umschlingen, Umarmung‘) wird der Zustand der Umklammerung der Weibchen von Froschlurchen (und wenigen Schwanzlurchen) durch die Männchen während der Paarungszeit bezeichnet. Es ist ein Klammerreflex, und er dient dazu, den Vorgang der Laich- und Spermaabgabe ins Wasser (äußere Befruchtung) zu synchronisieren. Abgesehen von Amphibien zeigen auch andere Tiergruppen dieses Verhalten. Bei Flohkrebsen dient der Amplexus beispielsweise zur Abwehr von Konkurrenz.

## Amplexus lumbalis
Bei den phylogenetisch urtümlichen Arten der Unterordnungen Archaeobatrachia und Mesobatrachia klammert sich das Männchen mit seinen Armen in der Hüft- beziehungsweise Lendengegend des Weibchens, also vor dessen Hinterbeinen fest – der sogenannte Amplexus lumbalis oder auch Amplexus inguinalis. Nur Kehle und Brust des Männchens haben dabei Kontakt mit dem Rücken des Weibchens (vergleiche beispielsweise Unken, Scheibenzüngler, Schaufelkröten, Krallenfrosch).

## Amplexus axillaris
Bei den „modernen“ Froschlurchen (Neobatrachia; vergleiche beispielsweise Kröten, Laubfrösche, Echte Frösche) beobachtet man den Amplexus axillaris: Das Männchen steigt so auf den Rücken des Weibchens, dass es dieses hinter den Vorderbeinen umklammert. Um besseren Halt zu haben, entwickeln viele Arten Brunstschwielen. Oft erfolgt der Amplexus bereits während der Laichplatzanwanderung; die Männchen lassen sich dann huckepack über Land zum Fortpflanzungsgewässer tragen. Dies hat weniger mit Bequemlichkeit, sondern mit der Vermeidung der Konkurrenz durch oft in Überzahl vorhandene Männchen zu tun.

## Fehlpaarungen und Knäuel
Während der Paarungszeit ist der hormongesteuerte Klammerreflex der Männchen sehr stark ausgeprägt, so dass sie oft ungestüm und unselektiv jeden in Form und Größe einigermaßen passend erscheinenden Gegenstand zu umgreifen versuchen. Dabei kommt es nicht selten zu Fehlpaarungen zwischen unterschiedlichen Arten oder sogar mit Objekten wie Treibholz oder toten Fischen (vergleiche ferner: Teichralle). Auch menschliche Finger werden ergriffen und mit erstaunlicher Klemmkraft „umarmt“, wenn man sie dem Männchen unterschiebt. Das Männchen lässt sich dann ohne weiteres aus dem Wasser heben und löst selbst dann seinen Klammergriff oft noch nicht.
Außerdem entstehen im Gewässer manchmal große „Knäuel“ aus mehreren sich gegenseitig umklammernden Exemplaren – besonders bei der in großen Gesellschaften laichenden Erdkröte ist dieses Phänomen oft zu beobachten. Dabei kann es durchaus zum Ertrinken oder Ersticken von Tieren kommen. Insbesondere das Weibchen, das sich meist hilflos irgendwo in der Mitte des „Knotens“ befindet, ist davon betroffen. Um sich zudringliche Geschlechtsgenossen innerhalb der Laichgesellschaft vom Leib zu halten, verfügen Männchen über einen „Befreiungsruf“, dessen Funktion vermutlich darin besteht, den Umklammernden auf seinen Fehler hinzuweisen. Das funktioniert allerdings nur innerhalb derselben Art – und auch dann nicht immer.